# 론리코 리
론리코 리(RonReaco Lee, 1977년 8월 27일 ~ )는 미국의 배우, 텔레비전 배우이다.
디케이터에서 태어났다.

## 방송
- 서바이버스 리모스 시즌3
- 서바이버스 리모스 시즌2
- 컴플리케이션스
- 서바이버스 리모스
- 굿 가이

## 영화
- 위 아 패밀리 (2017년)
- 컴플리케이션스 (2015년)
- 서바이버스 리모스 시즌1 (2014년)
- 레츠 스테이 투게더 (2010년) - 자말 역
- 더 굿 가이스 (2010년)
- 마디아 감옥가다 (2009년)
- 어메리커나이징 쉘리 (2007년)
- 게스 후? (2005년) - 레지 역
- 킬러 딜러 (2004년)
- 잭트 (2001년)
- ER (1994년)
- 백마 타고 휘파람 불고 (1991년)
- 늪지의 괴물 2 (1989년)
- 영광의 깃발 (1989년)
- 영광의 계단 (1989년)